# Стабилитрон коронного разряда
Стабилитро́н коро́нного разря́да — ионный газоразрядный электровакуумный прибор, предназначенный для стабилизации относительно высокого напряжения (400 В…30 кВ) при малом потреблении тока (для питания ЭЛТ, ФЭУ, счётчиков Гейгера).
По сравнению с родственными стабилитронами тлеющего разряда, в стабилитронах коронного разряда намного меньше ток стабилизации Iстаб (доли миллиампера, единицы-десятки микроампер в приборах СГ3xx).
Стабилитрон коронного разряда имеет цилиндрическую коаксиальную форму. Катод стабилитрона обычно выполнен в виде цилиндра из никеля или никелевого сплава и представляет внешний электрод. Точно по оси этого цилиндра укреплена никелевая нить или тонкая трубочка, являющаяся анодом.
Прибор заполнен водородом под давлением, меньшим атмосферного (16-150 мм рт. ст.). Напряжение стабилизации пропорционально давлению газа.
Некоторые примеры советских стабилитронов коронного разряда: СГ206А, СГ301С (СГ7С), СГ302С, СГ303С (СГ9С), СГ312А.
Наиболее часто стабилитроны коронного разряда используются в дозиметрических приборах, например, он всегда используется в схемах войсковых полевых радиометров-рентгенметров серии ДП-5, в индикаторах ДП-62 (работающий от переменного тока, вырабатываемым ручным малогабаритным генератором переменного тока), ДП-63, ДП-63-А, сигнализаторе ДП-64, транспортном радиометре-рентгенметре для установки в бронетехнику и автомобили ДП-3Б (схематически очень схож с ДП-5В), радиометре ДП-4, также в подобном ДП-5В рентгенметре ИМД-5.
Также подобные стабилитроны коронного разряда (называемые в англоязычной литературе «corotron», а точнее, corona voltage regulator) использовались в американских дозиметрических приборах (Victoreen CDV-700, 492-SI и других) со счётчиком Гейгера в цепях питания счётчиков.
Стабилитрон коронного разряда СГ206А, СГ206Б применялся для стабилизации напряжения питания (140-165В) задающего генератора кадровой развёртки ЭЛТ-телевизоров.